# ハイ・ローラー

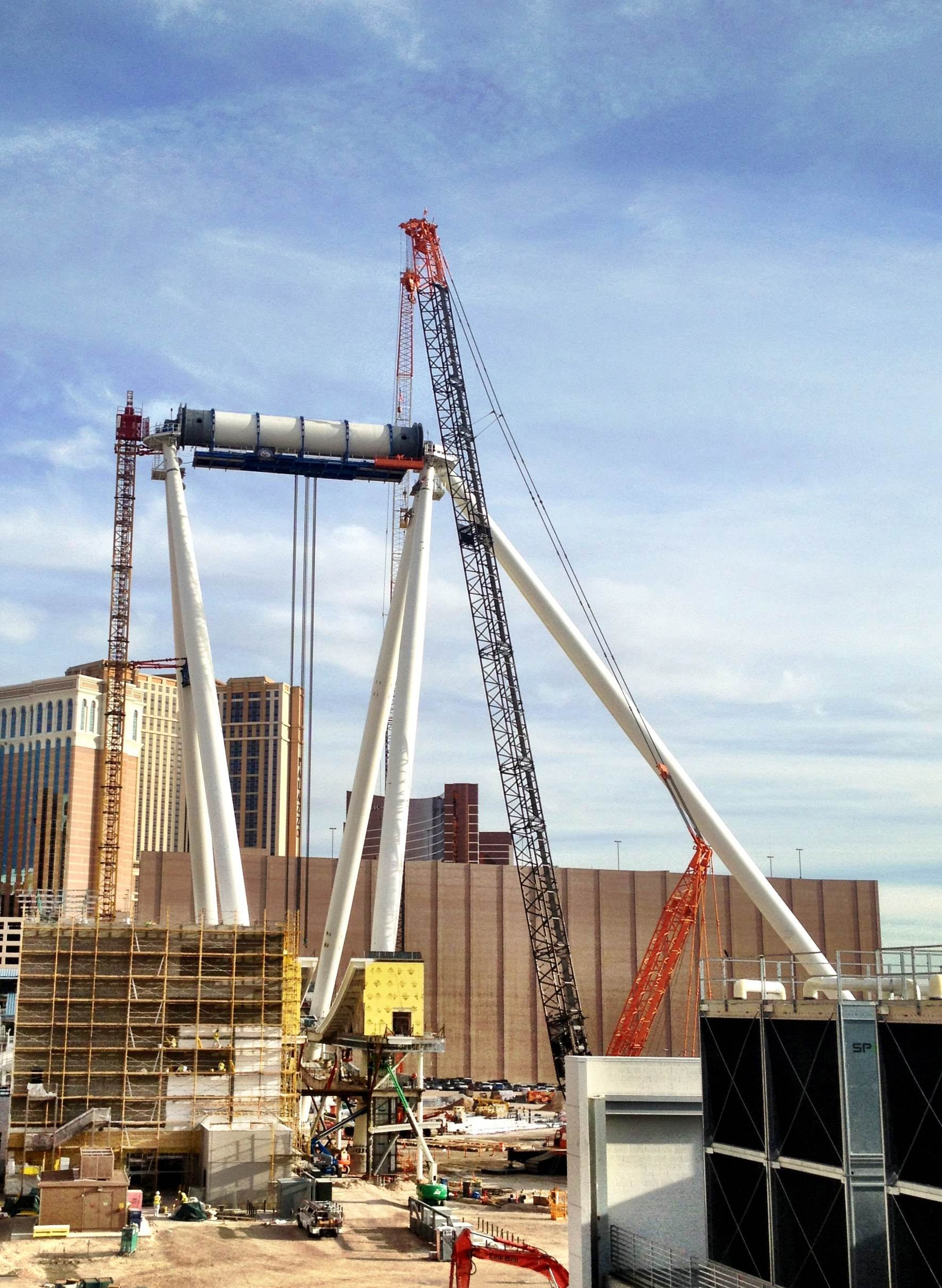
建設中のハイ・ローラー（2013年3月）

ハイ・ローラー (High Roller) は、アメリカのネバダ州ラスベガスにある観覧車。高さ550フィート (167.6 m)、直径520フィート (158.5 m)。
2014年に開業。2008年から世界一の座にあったシンガポール・フライヤー（541フィート (165 m)）を9フィート (2.7 m) 上回り、世界最大の観覧車であったが、2021年に開業したアイン・ドバイ（820フィート (250 m)）に世界一の座を譲った。

## デザイン
ハイ・ローラーは2011年8月に計画発表され、シーザーズ・エンターテインメントが5億5千万ドルをかけて整備したカジノホテル「ザ・リンク」の目玉として建設された。シンガポール・フライヤーの建設にアドバイスを与えたアラップ・エンジニアリングが構造エンジニアを担当している。
観覧車は対になったカスタムデザインの球面ころ軸受上を回転し、それぞれの秤量は約19,400 lb (8,800 kg) ある。それぞれのベアリングは外径 7.55フィート (2.30 m)、口径5.25フィート (1.60 m)、幅2.07フィート (0.63 m)である。
外輪は28の部分からなり、それぞれ56フィート (17 m) の長さがあるが、これらは建設中4本のケーブルで固定される前に、高さ275フィート (84 m) の後光梁一対に仮置きされていた。
キャビン（カプセル）は一番外側の輪に固定され、それぞれが電気モーターで回転することにより、一周にわたってキャビンの床を水平に保つ。当初のデザイン案では32のキャビンを設置し、それぞれのキャビンを定員40名とする予定であったが、最終案では40人乗りのキャビン28個、総定員1,120人となった。
キャビンはそれぞれ広さ225平方フィート (20.9 m2)、重量44,000ポンド (20,000 kg)、直径22フィート (6.7 m)、300平方フィート (28 m2) のガラスを含み、8つの薄型液晶テレビとiPodのドックを備える。
夜には観覧車は2,000個のLEDシステムでライトアップされ、特色や色分け、輪を移動する複数の色、さらにイベントや休日用のカスタムディスプレイを表示することができる。

## 建設
ラスベガスの大通りに面し、シーザーズ・パレスの向かいにあるこの観覧車は、2011年9月の着手、2013年後半の完成を見込んでいたが、その後2014年前半の完成に改められた。
観覧車の外輪は2013年9月3日に完成した。最初のキャビンは2013年11月に搬入・設置され、最後のキャビンは翌月に設置された。
ハイ・ローラーのライティングシステムは、予備試験を経て2014年2月28日の日没に点灯された。
ハイ・ローラーは2014年3月31日、東部標準時午後4時に一般開放された。

## チケッティング
チケットは当初一乗車あたり20ドル以下と見積もられていたが、予定は2012年中期に「一人当たり約25ドル」に跳ね上がり、さらに2013年9月のニュースリポートでは「一人当たり約30ドル」と報じられた。
ハイ・ローラーが一般開放された2014年3月、30分（観覧車が一回転に要する時間）のチケットは、24ドル95セント（デイタイム）と34ドル95セント（ナイトタイム）に設定された。そのほか、列に並ぶ必要がなく、いつでも乗ることができるエクスプレス・パス（59ドル95セント）もある。

## その他
ハイ・ローラーと同じくネバダ州ラスベガスにあるストラトスフィアの屋上には、かつて「ハイ・ローラー」という名前のローラーコースターが存在していた。

## ギャラリー

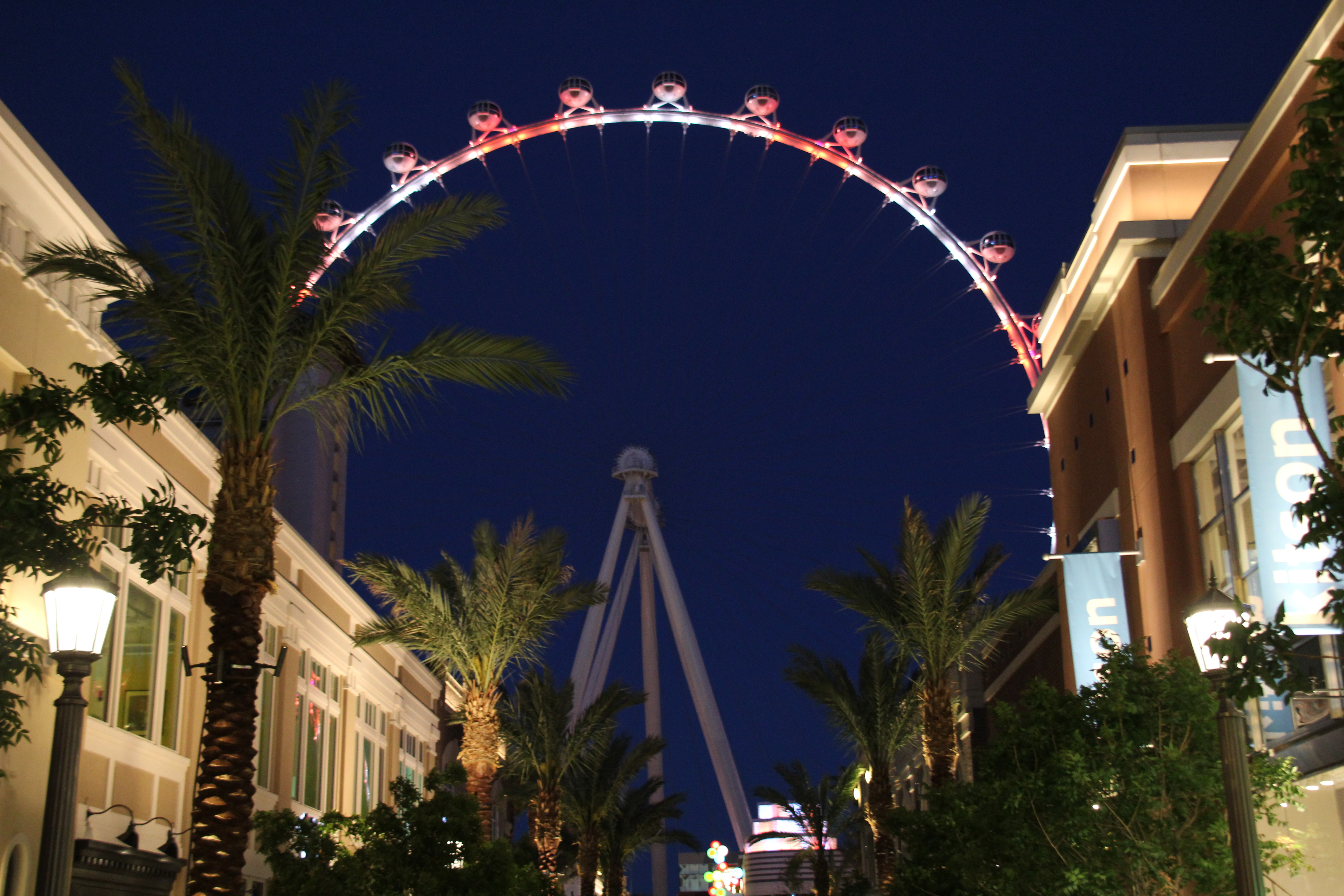
「ザ・リンク」から眺めた観覧車
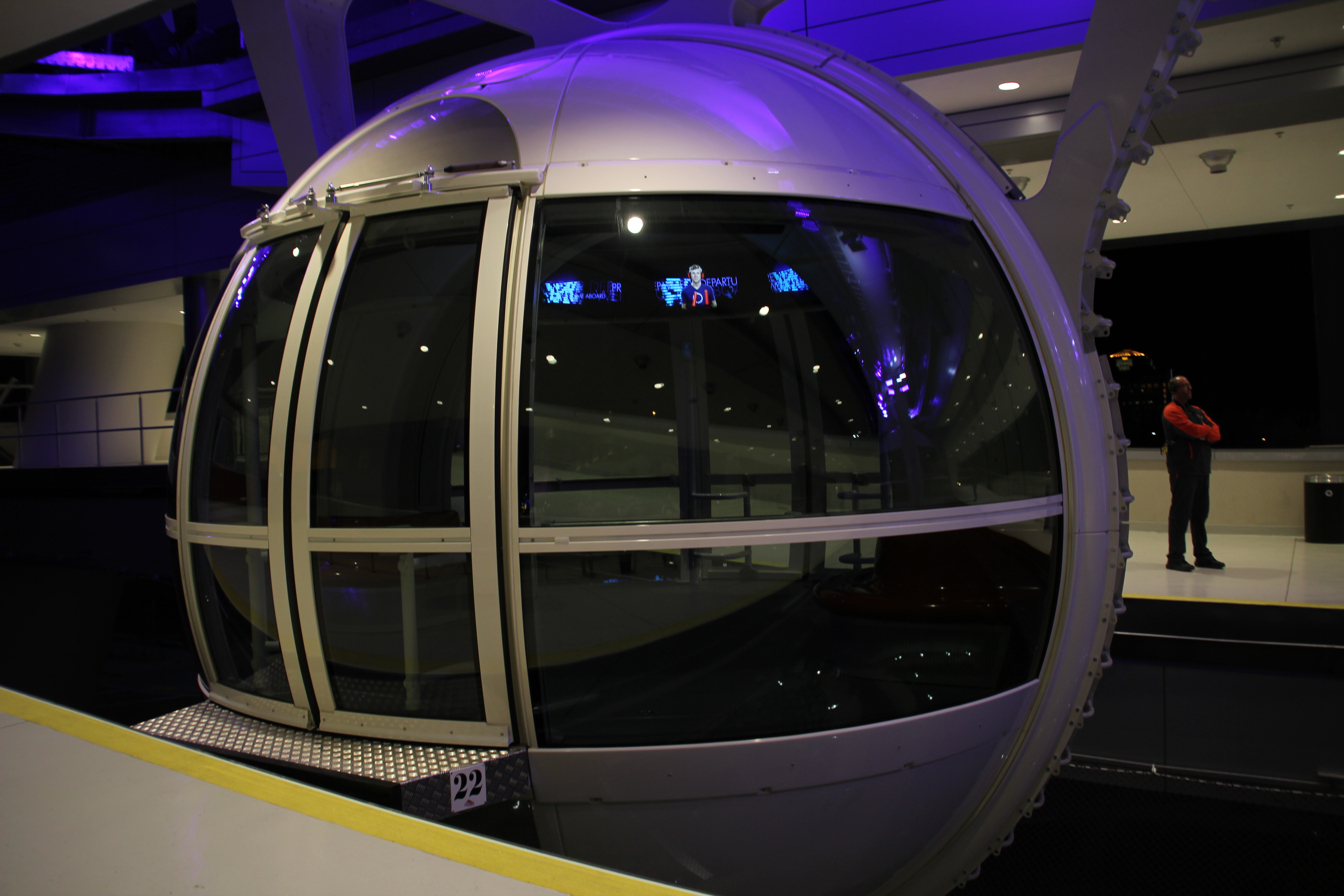
キャビン
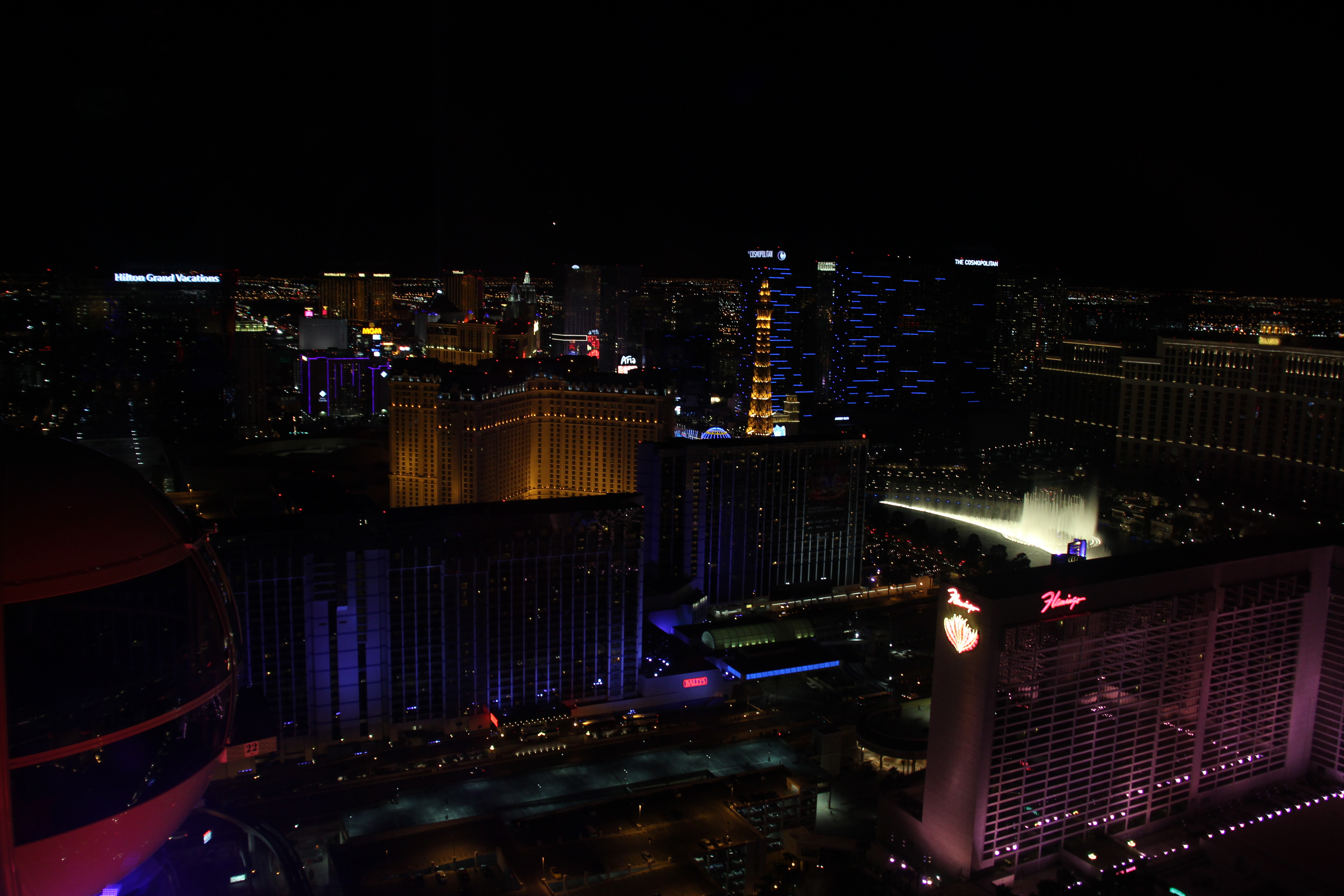
ラスベガス・ストリップから眺めたハイ・ローラー
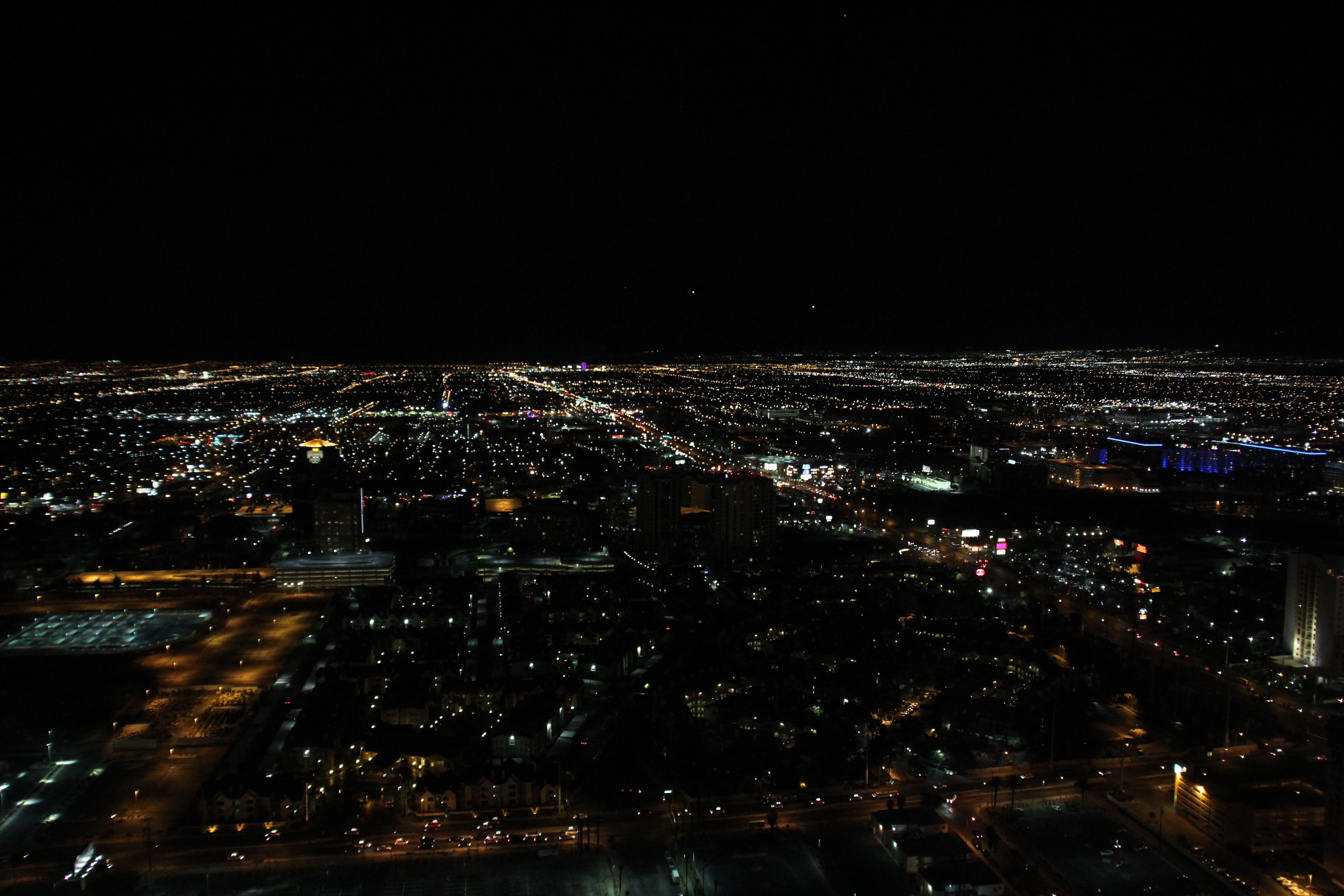
ハイ・ローラーから東望